# Andreas von Arnim
Andreas Graf von Arnim (* 27. Juli 1958 in Darmstadt; † 30. März 2005 in Berlin) war ein deutscher Manager. Als Vorstandsvorsitzender der Berliner Verkehrsbetriebe (BVG) war er von Oktober 2002 bis zu seinem Tode für die Sanierung des Unternehmens verantwortlich.

## Leben
Andreas von Arnim entstammte der Familie von Arnim aus der Uckermark, Haus Boitzenburg. Seine Eltern waren Gisela von Bernuth und Sieghart Graf von Arnim, der Politiker und Standesherr Dietlof Graf Arnim-Boitzenburg ist sein Urgroßvater. Er besuchte das Ludwig-Georgs-Gymnasium in Darmstadt und studierte Betriebswirtschaftslehre von 1979 bis 1982 an der ESCP Europe in Düsseldorf, Paris und Oxford.
Er arbeitete für die Unilever-Gruppe, war als Berater bei McKinsey tätig und wechselte anschließend zur DKV Euro Service. Ab 1995 war er Vorsitzender der Geschäftsführung bei Raab Karcher Sicherheit GmbH, wurde 1998 als Vertriebsvorstand der Micrologica AG berufen und gründete 1998 die LexLinkLine AG in Düsseldorf.
Im Oktober 2002 übernahm er in seiner Wahlheimat Berlin den Vorstandsvorsitz der Berliner Verkehrsbetriebe (BVG). Er sollte das defizitäre Unternehmen bei rückläufigen Zuschüssen des Landes und des Bundes, höheren Strom- und Dieselkosten, der Öffnung für den Wettbewerb, in Kürze endenden Linienkonzessionen und mit zu hohem Personalstand unter der Nachwirkung des Tarifvertrages (Ausschluss betriebsbedingter Kündigungen) zur „Schwarzen Null“ führen.
Arnim verstarb am 30. März 2005 während einer Physiotherapiesitzung im Martin-Luther-Krankenhaus an einer mehrfachen Lungenembolie als Folge eines unverschuldeten Unfalles mit seinem Dienst-Smart auf der Stadtautobahn am 22. Februar 2005. Er hinterließ zwei Söhne.
Am 27. Mai 2005 wurde er in der Uckermark beigesetzt.

## Positionen und Funktionen
- Vorsitzender des Vorstands, Berliner Verkehrsbetriebe (BVG), seit 1. Oktober 2002
- Vorstandsvorsitzender, Micrologica AG i. L. Insolvenzverfahren im März 2003.
- Vorsitzender der Geschäftsführung Raab Karcher Sicherheit GmbH
- Unilever (er war Miterfinder der Halbfettmargarine Lätta)
- Management, McKinsey Unternehmensberatung
- Kassenprüfer, ESCP Europe (ehemals ESCP-EAP) Alumni e. V.
- Aufsichtsratsvorsitzender der Beka GmbH und der Beka Ebusiness GmbH
- Aufsichtsratsmitglied der Partner für Berlin GmbH
- Aufsichtsratsvorsitzender der BVG Media Holdinggesellschaft mbH (einer Tochter der BVG)
- Mitglied des Kuratoriums des Urania Berlin e. V.
- Johanniter-Ritter